# Haldern
Haldern is een plaats in Noordrijn-Westfalen behorend tot de gemeente Rees in Kreis Kleve. De Duitse plaats ligt in het Nederrijngebied op de rechter oever van de Rijn en heeft ruim vijfduizend inwoners.
Ten zuiden van Haldern is door zandwinning de recreatieplas Reeser Meer ontstaan. Bij Haldern behoren ook de gehuchten Helderloh, Heeren, Herken, Wittenhorst, Sonsfeld en Aspel.

## Haldern Pop
Haldern is bij liefhebbers van rock- en popmuziek bekend door Haldern Pop; een openluchtfestival dat sinds 1984 jaarlijks georganiseerd wordt. Het festival trekt jaarlijks zo'n zevenduizend bezoekers gedurende drie dagen en heeft met zijn progressieve programmering met nadruk op indie, en met zijn kleinschalige en gemoedelijke festivalterrein een goede reputatie opgebouwd bij festivalgangers.

## Verkeer
- Haldern ligt aan de Bundesstraße 8. Ten noorden van Haldern verloopt de A3 (Arnhem-Oberhausen).
- Het treinstation heet Haldern (Rheinl).

## Afbeeldingen

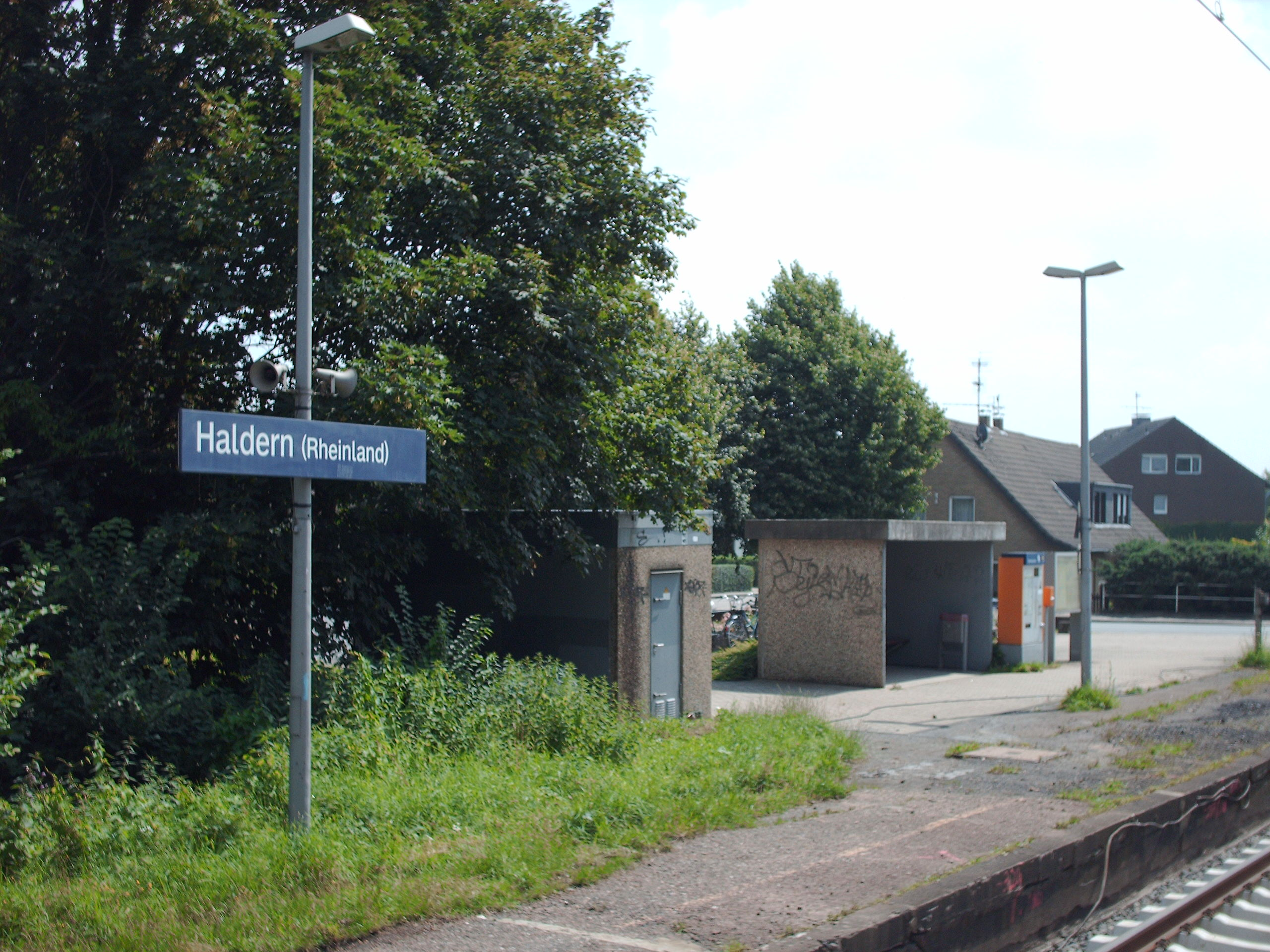
Station Haldern
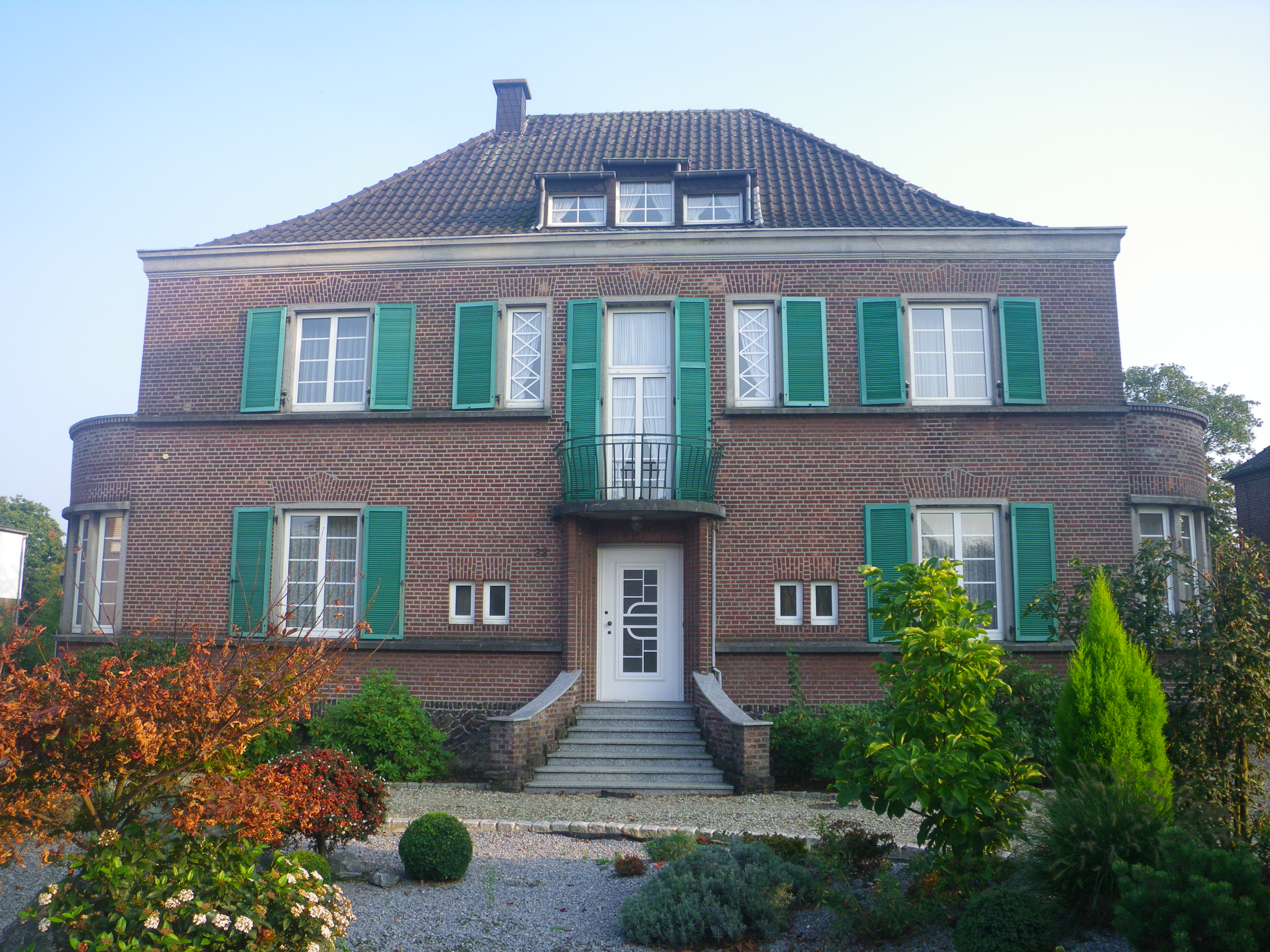
Bahnhofstrasse 22
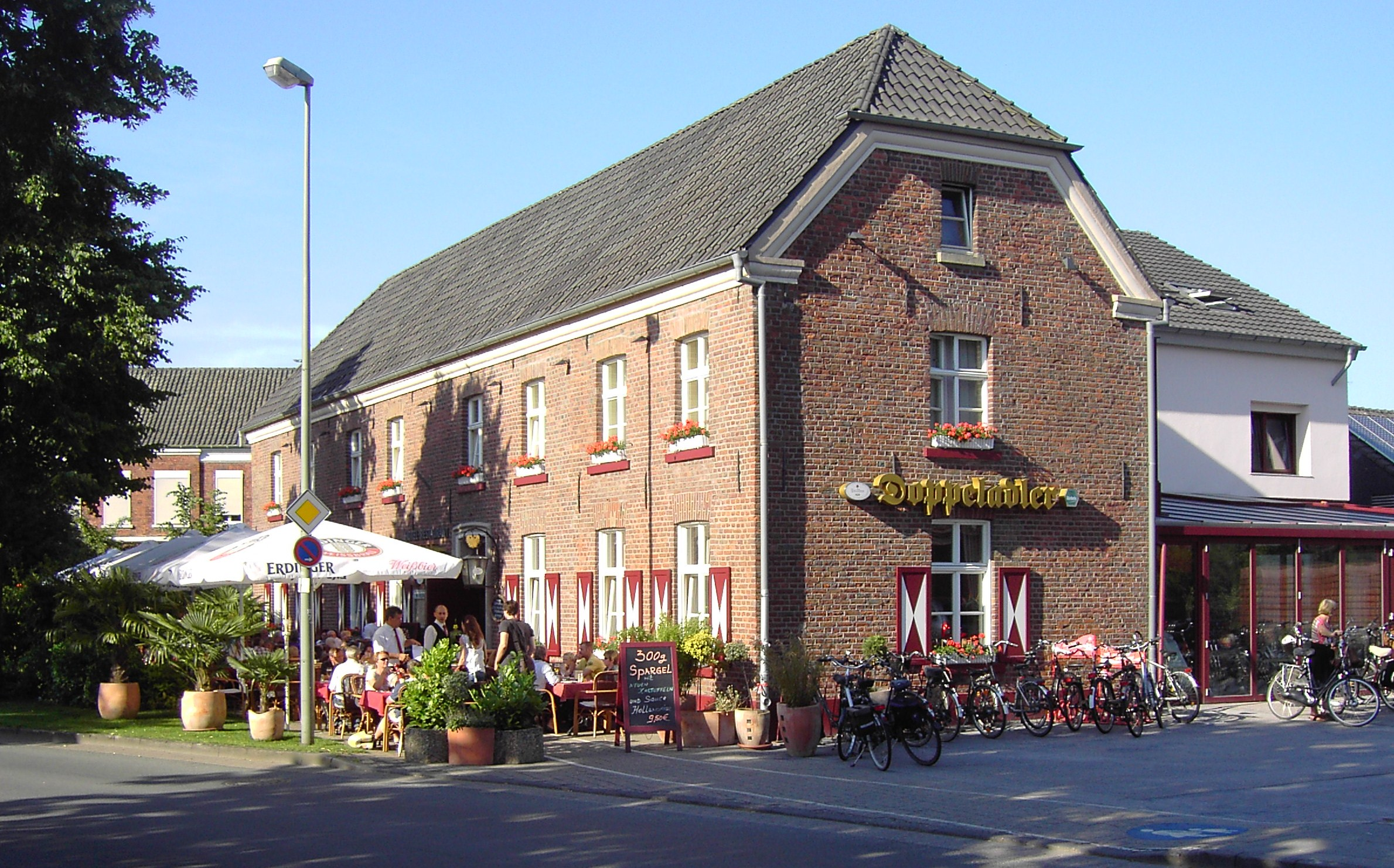
Hotel Doppeladler
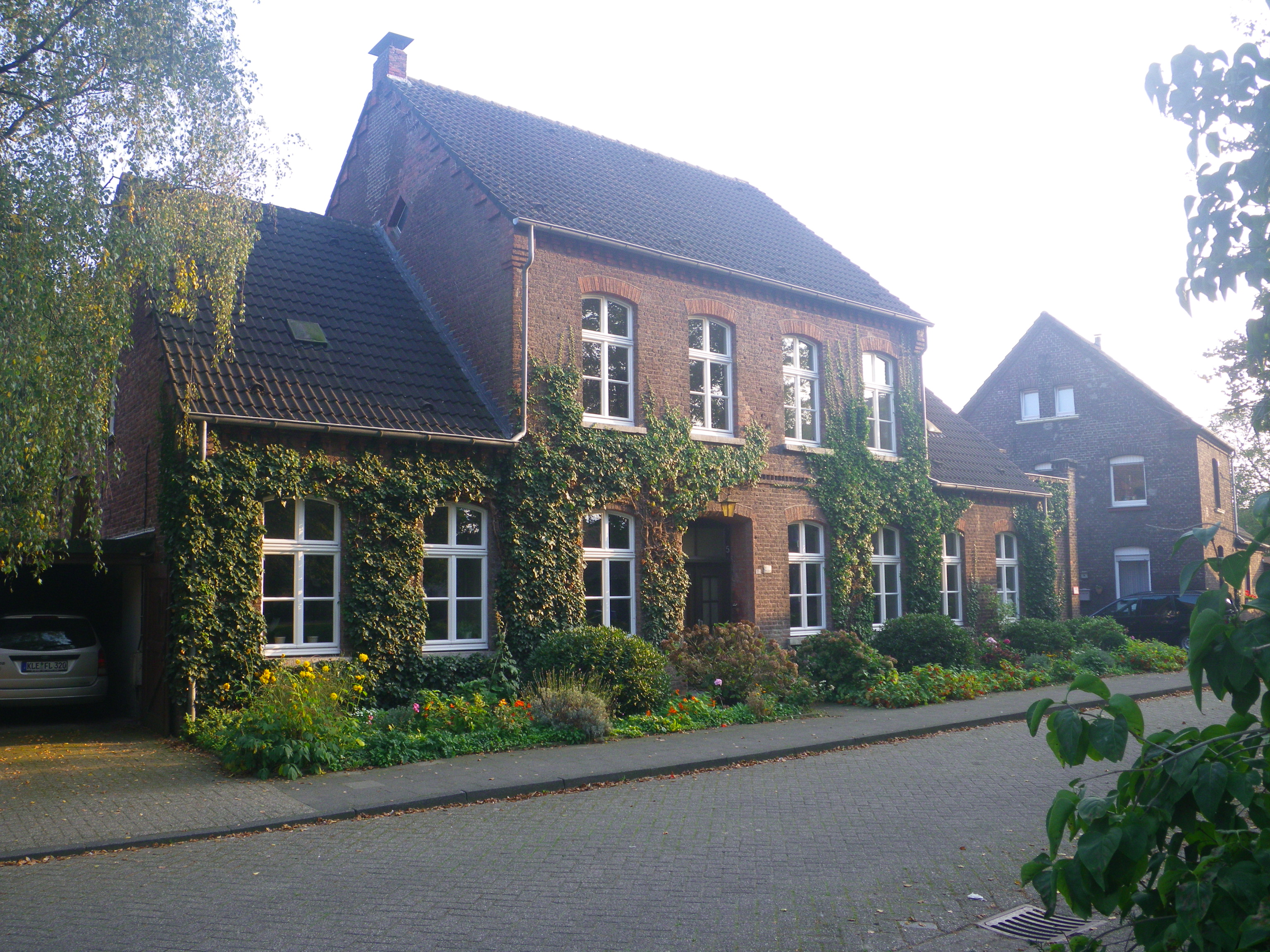
Haus Oostendorp
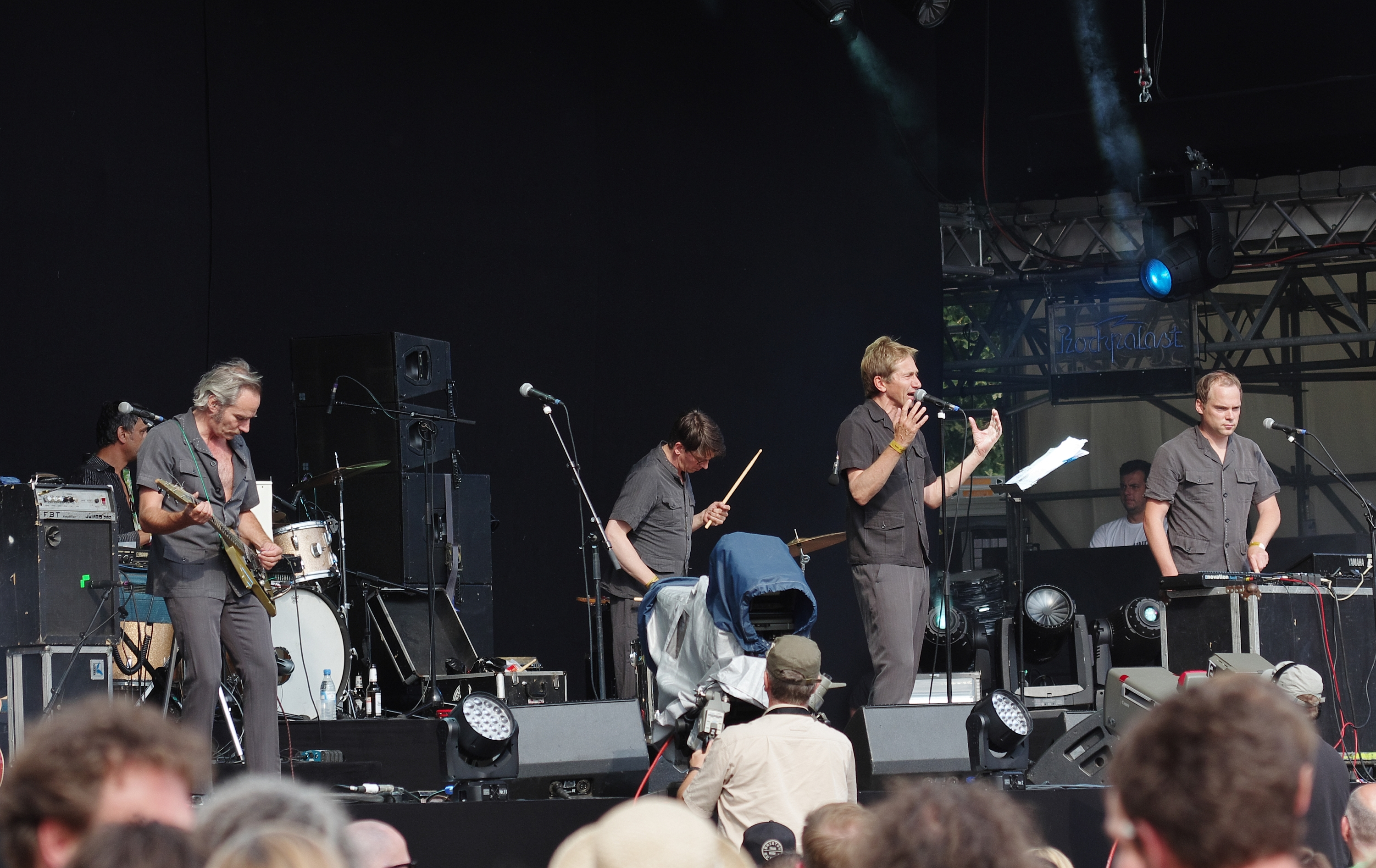
Haldern Pop, 2013
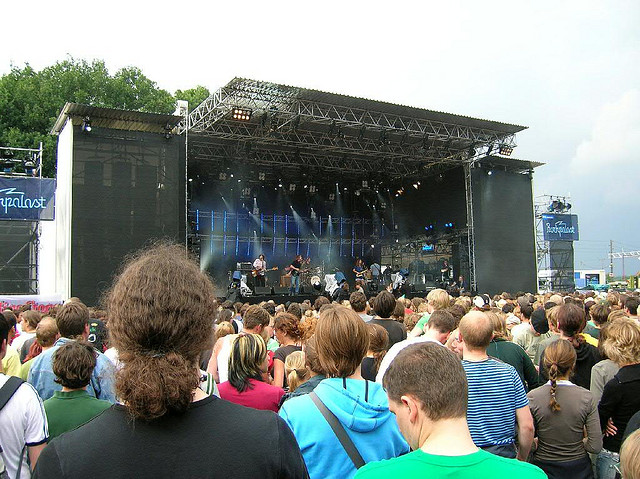
Haldern Pop, 2006